# ويلسون مارسي باول
ويلسون مارسي باول (بالإنجليزية: Wilson Marcy Powell)‏ هو فيزيائي أمريكي، ولد في 18 يوليو 1903 في ليتشفيلد في الولايات المتحدة، وتوفي في 2 مارس 1974.